# Sunbilla
Sunbilla là một đô thị trong tỉnh và cộng đồng tự trị Navarre, Tây Ban Nha. Đô thị này có diện tích là 10,33 ki-lô-mét vuông, dân số năm 2009 là 659 người với mật độ người/km². Đô thị này có cự ly 56,3 km so với tỉnh lỵ Pamplona.